# 博布里夫卡 (哈爾科夫區)
50°2′51″N 36°23′48″E / 50.04750°N 36.39667°E
博布里夫卡（烏克蘭語：Бобрівка）是位於烏克蘭東部的村莊，由哈爾科夫州哈爾科夫區的維利希夫卡市鎮負責管轄。該村始建於1893年，面積0.22平方公里，海拔高度150米，2001年人口82，人口密度每平方公里372.7人。